# Candiolo
Candiolo là một đô thị ở tỉnh Torino trong vùng Piedmont, có vị trí cách khoảng 14 km về phía tây nam của Torino, nước Ý. Tại thời điểm ngày 31 tháng 12 năm 2004, đô thị này có dân số 5.385 người và diện tích là 11,9 km².
Candiolo giáp các đô thị: Orbassano, Nichelino, None, Vinovo, và Piobesi Torinese.